# Deutschland Cup 1988
Druhý ročník hokejového turnaje Deutschland Cup se konal od 27. do 30. prosince 1988 ve Stuttgartu. Vyhrála jej hokejová reprezentace SSSR, kterou zastupoval klub HK Spartak Moskva.

## Výsledky
SRN –  HK Spartak Moskva 2:5 (2:3, 0:2, 0:0)

27. prosince 1988 – Stuttgart
 Švýcarsko –  Polsko 5:4 (0:2, 1:1, 4:1)

27. prosince 1988 – Stuttgart

 Branky: Leuenberger, Bertaggie, Mazzoleni, Vrabec, Jaks – 2 Steblecki, Copija, Kasperczyk
 HK Spartak Moskva –  Polsko 8:4 (2:0, 2:3, 4:1)

29. prosince 1988 – Stuttgart
 SRN –  Švýcarsko 8:7 (3:0, 3:4, 2:3)

29. prosince 1988 – Stuttgart

 Branky: 2 Roedger, 2 Obresa, Fischer, Draisaitl, Hiemer, Kreis – 2 M.Celio, 2 Neuenschwander, Jaks, Montandon, Ritsch
 HK Spartak Moskva –  Švýcarsko 2:1 (0:0, 0:0, 1:1)

30. prosince 1988 – Stuttgart
 SRN –  Polsko 5:1 (2:0, 2:0, 1:1)

30. prosince 1988 – Stuttgart

Branky: 2 Franz, Truntschka, Kiessling, Birk – Minge

## Konečná tabulka
|    | Tým               | V | R | P | Skóre | B |
| 1. | HK Spartak Moskva | 3 | 0 | 0 | 15:7  | 6 |
| 2. | SRN               | 2 | 0 | 1 | 15:13 | 4 |
| 3. | Švýcarsko         | 1 | 0 | 2 | 13:14 | 2 |
| 4. | Polsko            | 0 | 0 | 3 | 9:18  | 0 |